# Campeonato Europeu de Ginástica Artística de 2006 - Resultados masculinos
Os resultados masculinos do Campeonato Europeu de Ginástica Artística de 2006 contaram com todas as provas individuais por aparelhos somadas a disputa coletiva.

## Resultados
| Pos.              | Ginasta                | Pts    |
| ----------------- | ---------------------- | ------ |
| Medalha de ouro   | RUS Anton Golotsutskov | 15,600 |
| Medalha de prata  | ROM Marian Dragulescu  | 15,525 |
| Medalha de bronze | CZE Martin Konecny     | 15,475 |
| 4                 | ROM Dorin Selariu      | 15,375 |
| 5                 | CHE Claudio Capello    | 15,050 |
| 6                 | CRO Filip Ude          | 14,900 |
| 7                 | BUL Filip Yanev        | 14,875 |
| 8                 | ITA Enrico Pozzo       | 14,250 |

| Pos.              | Ginasta              | Pts    |
| ----------------- | -------------------- | ------ |
| Medalha de ouro   | ROM Flavius Koczi    | 15,250 |
| Medalha de prata  | GER Eugen Spiridonov | 14,775 |
| Medalha de bronze | UKR Olexander Suprun | 14,750 |
| 4                 | HUN Krisztian Berki  | 14,600 |
| 5                 | ROM Daniel Popescu   | 14,425 |
| 5                 | CRO Filip Ude        | 14,075 |
| 7                 | ITA Alberto Busnari  | 13,775 |
| 8                 | GER Robert Juckel    | 13,450 |

| Pos.              | Ginasta                 | Pts    |
| ----------------- | ----------------------- | ------ |
| Medalha de ouro   | RUS Alexander Safoshkin | 16,425 |
| Medalha de prata  | BUL Jordan Jovtchev     | 16,275 |
| Medalha de bronze | ITA Andrea Cappolino    | 16,000 |
| 4                 | UKR Roman Zozulia       | 15,600 |
| 5                 | ITA Matteo Angioletti   | 15,725 |
| 6                 | BLR Dimitri Kasparovich | 15,275 |
| 7                 | UKR Sergei Vialtsev     | 15,050 |
| 8                 | GER Thomas Andergassen  | 14,950 |

| Pos.              | Ginasta                | Pts    |
| ----------------- | ---------------------- | ------ |
| Medalha de ouro   | ROM Marian Dragulescu  | 16,587 |
| Medalha de prata  | ROM Alin Jivan         | 16,387 |
| Medalha de bronze | FRA Raphael Wignanitz  | 16,337 |
| 4                 | RUS Anton Golotsutskov | 16,237 |
| 5                 | GER Fabian Hambüchen   | 16,187 |
| 6                 | POL Marek Lyszczarz    | 15,925 |
| 7                 | ESP Perez De LaBotella | 15,762 |
| 8                 | BUL Filip Yanev        | 15,487 |

| Pos.              | Ginasta                 | Pts    |
| ----------------- | ----------------------- | ------ |
| Medalha de ouro   | SLO Mitja Petkovšek     | 16,025 |
| Medalha de prata  | FRA Yann Cucherat       | 15,675 |
| Medalha de bronze | BLR Ivan Ivankov        | 15,550 |
| 4                 | FRA Dimitri Karbanenko  | 15,400 |
| 5                 | BLR Dimitri Kasparovich | 15,375 |
| 6                 | RUS Sergei Khorokhordin | 15,325 |
| 7                 | GER Fabian Hambüchen    | 15,250 |
| 8                 | SVK Samuel Piasecky     | 14,300 |

| Pos.              | Ginasta                 | Pts    |
| ----------------- | ----------------------- | ------ |
| Medalha de ouro   | GRC Vlasios Maras       | 15,725 |
| Medalha de prata  | RUS Sergei Khorokhordin | 15,550 |
| Medalha de bronze | CHE Christoph Schaerer  | 15,525 |
| 4                 | FRA Yann Cucherat       | 15,150 |
| 5                 | ITA Igor Cassina        | 14,400 |
| 6                 | NED Epke Zonderland     | 14,200 |
| 7                 | SLO Aljaž Pegan         | 14,050 |
| 8                 | POL Roman Kulesza       | 11,750 |

### Equipes
Finais
| Posição           | País         | Total   |
| ----------------- | ------------ | ------- |
| Medalha de ouro   | Rússia       | 272,225 |
| Medalha de prata  | Roménia      | 270,325 |
| Medalha de bronze | Bielorrússia | 268,975 |
| 4                 | Ucrânia      | 267,775 |
| 5                 | Itália       | 267,600 |
| 6                 | França       | 266,575 |
| 7                 | Alemanha     | 265,825 |
| 8                 | Suíça        | 264,200 |